# Hannah Bilka
Hannah Bilka, född 24 mars 2001 i Coppell i Texas, är en amerikansk ishockeyspelare.
Bilka var trea i poängligan i världsmästerskapet i ishockey för damer 2022 efter Taylor Heise och Amanda Kessel. Bilka gjorde fem mål och sju assists på sju matcher.